# Зельонка (Красницький повіт)
Зельонка (пол. Zielonka) — село в Польщі, у гміні Тшидник-Дужий Красницького повіту Люблінського воєводства.
Населення — 137 осіб (2011).
У 1975-1998 роках село належало до Тарнобжезького воєводства.

## Демографія
Демографічна структура станом на 31 березня 2011 року:
|          | Загалом | Допрацездатний вік | Працездатний вік | Постпрацездатний вік |
| -------- | ------- | ------------------ | ---------------- | -------------------- |
| Чоловіки | 71      | 11                 | 52               | 8                    |
| Жінки    | 66      | 8                  | 39               | 19                   |
| Разом    | 137     | 19                 | 91               | 27                   |